# Joseph Đỗ Mạnh Hùng
Joseph Đỗ Mạnh Hùng, geboren als Giuse Đỗ Mạnh Hùng (* 15. September 1957 in Saigon, Südvietnam) ist ein vietnamesischer Geistlicher und römisch-katholischer Bischof von Phan Thiết.

## Leben
Sein Name kombiniert christliche Namenstradition (Joseph als Vorname vor den Familiennamen Đỗ Mạnh) mit vietnamesischer (Hùng als persönlicher Name steht hinter dem Familiennamen).
Joseph Đỗ Mạnh Hùng empfing am 30. August 1990 durch den Erzbischof von Ho-Chi-Minh-Stadt, Paul Nguyên Van Binh, das Sakrament der Priesterweihe.
Am 25. Juni 2016 ernannte ihn Papst Franziskus zum Titularbischof von Liberalia und zum Weihbischof in Ho-Chi-Minh-Stadt. Der Erzbischof von Ho-Chi-Minh-Stadt, Paul Bùi Van Ðoc, spendete ihm am 4. August desselben Jahres die Bischofsweihe; Mitkonsekratoren waren der Bischof von Đà Lạt, Antoine Vu Huy Chuong, und der Bischof von Phan Thiết, Joseph Vu Duy Thông.
Am 3. Dezember 2019 ernannte ihn Papst Franziskus zum Bischof von Phan Thiết. Die Amtseinführung fand am 12. Dezember desselben Jahres statt.